# Ciepielów
Ciepielów é um município na região central da Polônia. Pertence à voivodia da Mazóvia, no condado de Lipsko. É a sede da comuna urbano-rural de Ciepielów e da paróquia da Elevação da Santa Cruz. A cidade está localizada na região da Pequena Polônia, na Terra de Radom, que faz parte da antiga Terra de Sandomierz.
Estende-se por uma área de 6,8 km², com 738 habitantes, segundo o censo de 31 de dezembro de 2021, com uma densidade populacional de 108,5 hab./km².
Ciepielów recebeu o foral de cidade em 1548. Foi destituída de seus direitos municipais em 13 de janeiro de 1870 e incorporada à comuna de Ciepielów, no condado de Iłża. Nos anos de 1867 a 1954, foi a sede da comuna rural de Ciepielów, de 1954 a 1972 da gromada de Ciepielów (desde 1956 no condado de Lipsko) e, desde 1973, da comuna reativada de Ciepielów. Entre 1975 e 1998, pertenceu administrativamente à voivodia de Radom. Em 1 de janeiro de 2024, recuperou a condição de cidade.
A estrada nacional n.º 79 passa pelo cidade e o rio Iłżanka, um afluente do Vístula, flui por ele.

## Divisão administrativa
| Nome     | Tipo            |
| -------- | --------------- |
| Podłącze | parte da cidade |

## História
A cidade particular da nobreza estava localizada, na segunda metade do século XVI, no condado de Radom, voivodia de Sandomierz.
Ela costumava ser um importante centro comercial. A cidade teve direitos de cidade de 1548 a 1869. Como cidade, foi brevemente chamada de Grzymałów nad Iłżanką, que, além da própria Ciepielów, incluía as aldeias de Stare Gardzienice, Gardzienice-Kolonia, Stary Ciepielów e Ciepielów-Kolonia.
Em setembro de 1939, soldados alemães da Wehrmacht, desafiando a lei internacional, assassinaram 300 prisioneiros de guerra poloneses do 74.º Regimento de Infantaria perto de Ciepielów, na floresta estatal perto de Dąbrowa.

## Monumentos históricos
- Igreja da Exaltação da Santa Cruz[13]
- Sinagoga
- Em 24 de março de 2025, um monumento foi inaugurado em homenagem aos poloneses que resgataram judeus em Ciepielów.[14]

## Esporte
Há um clube esportivo na cidade, o Video Ciepielów.

## Galeria

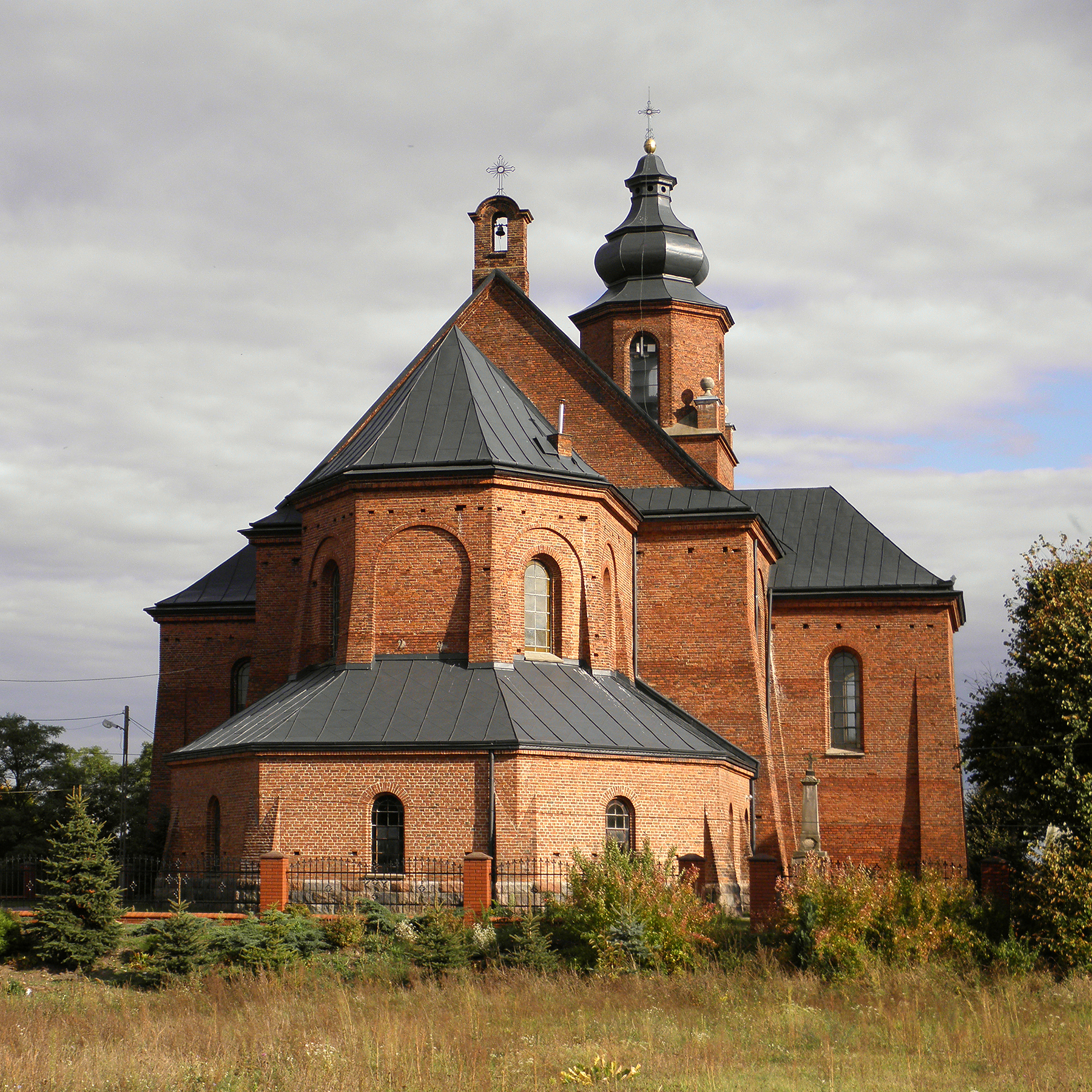
Igreja da Elevação da Cruz
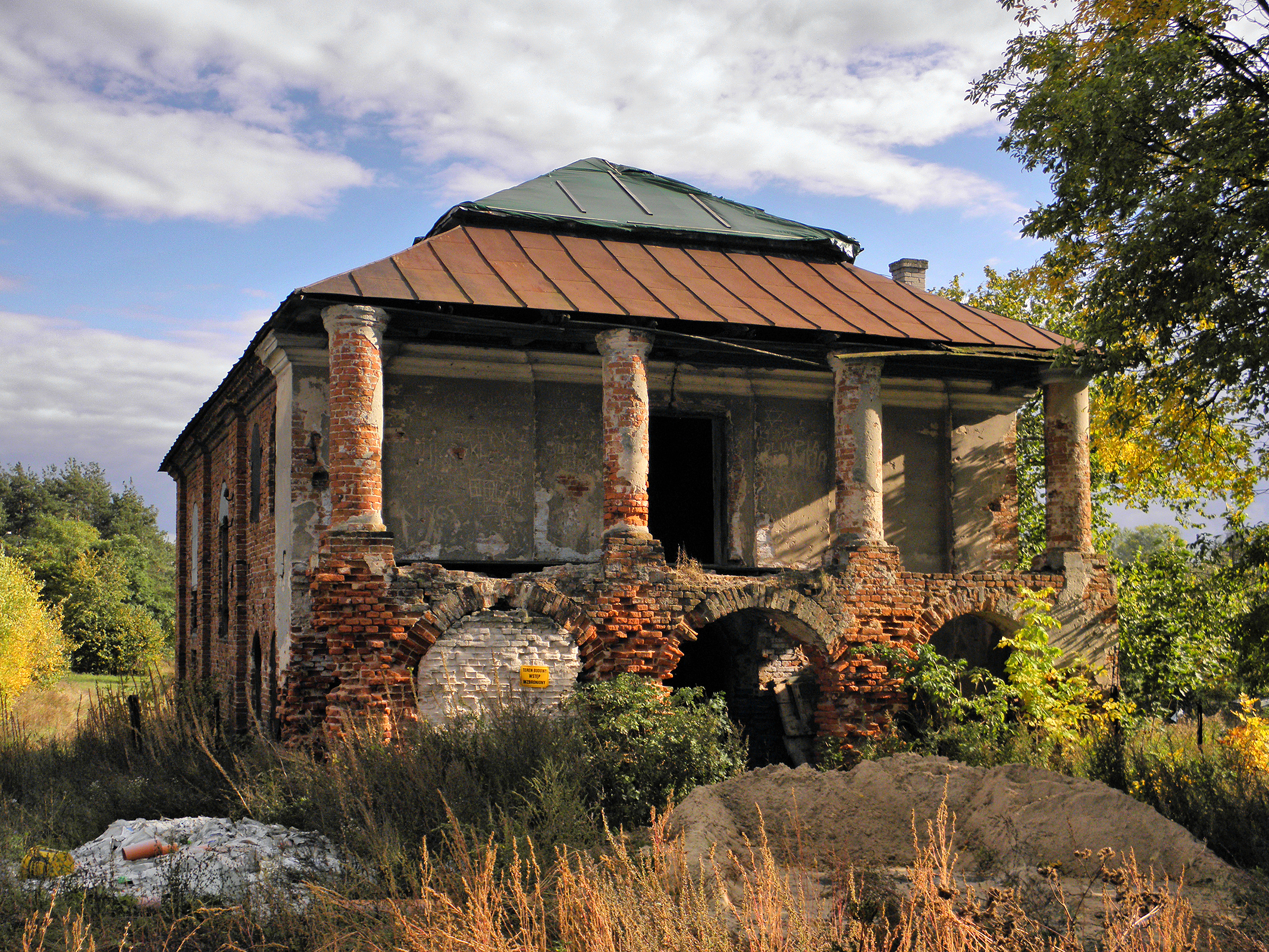
Ruínas da sinagoga
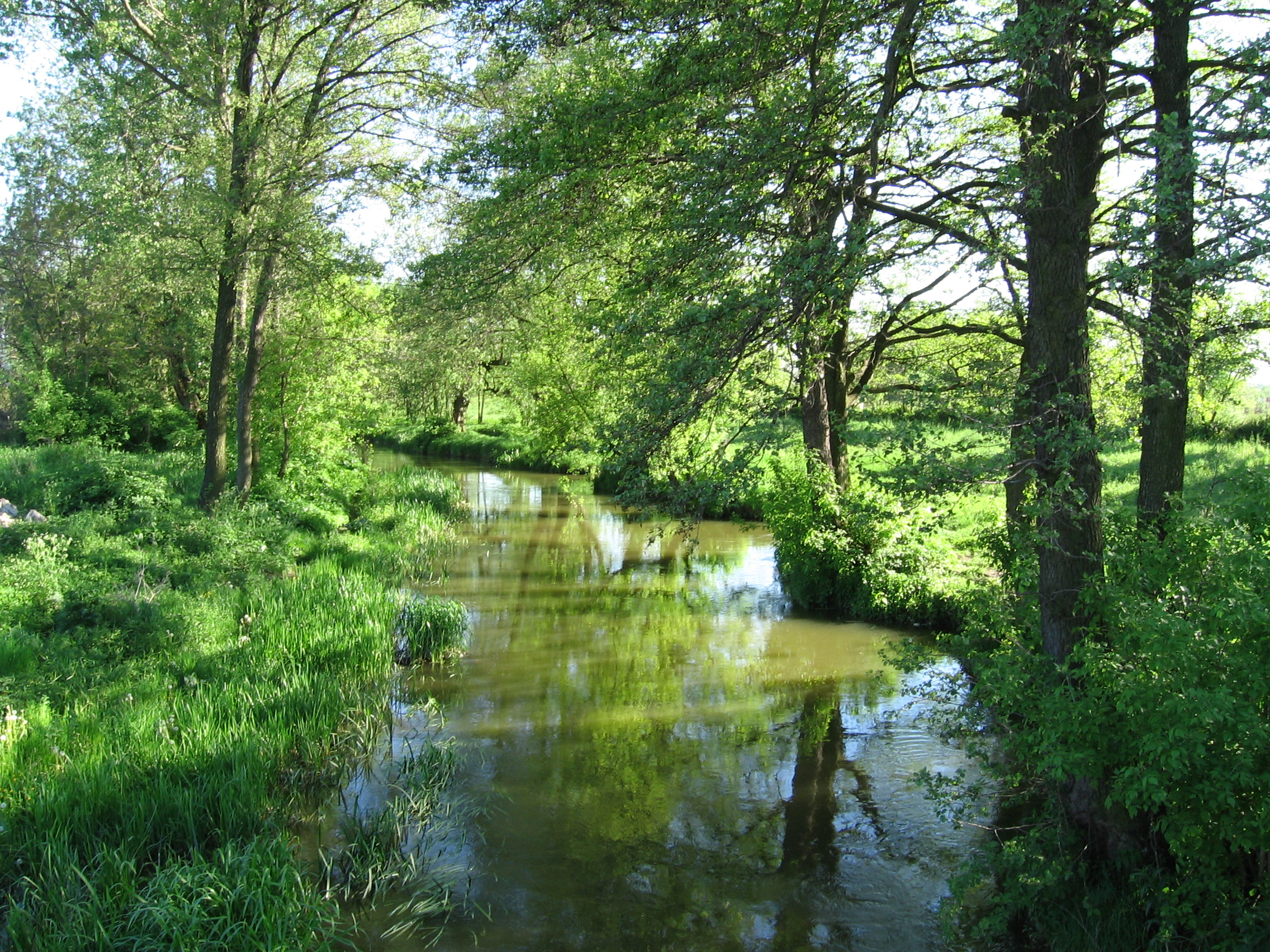
Rio Iłżanka em Ciepielów
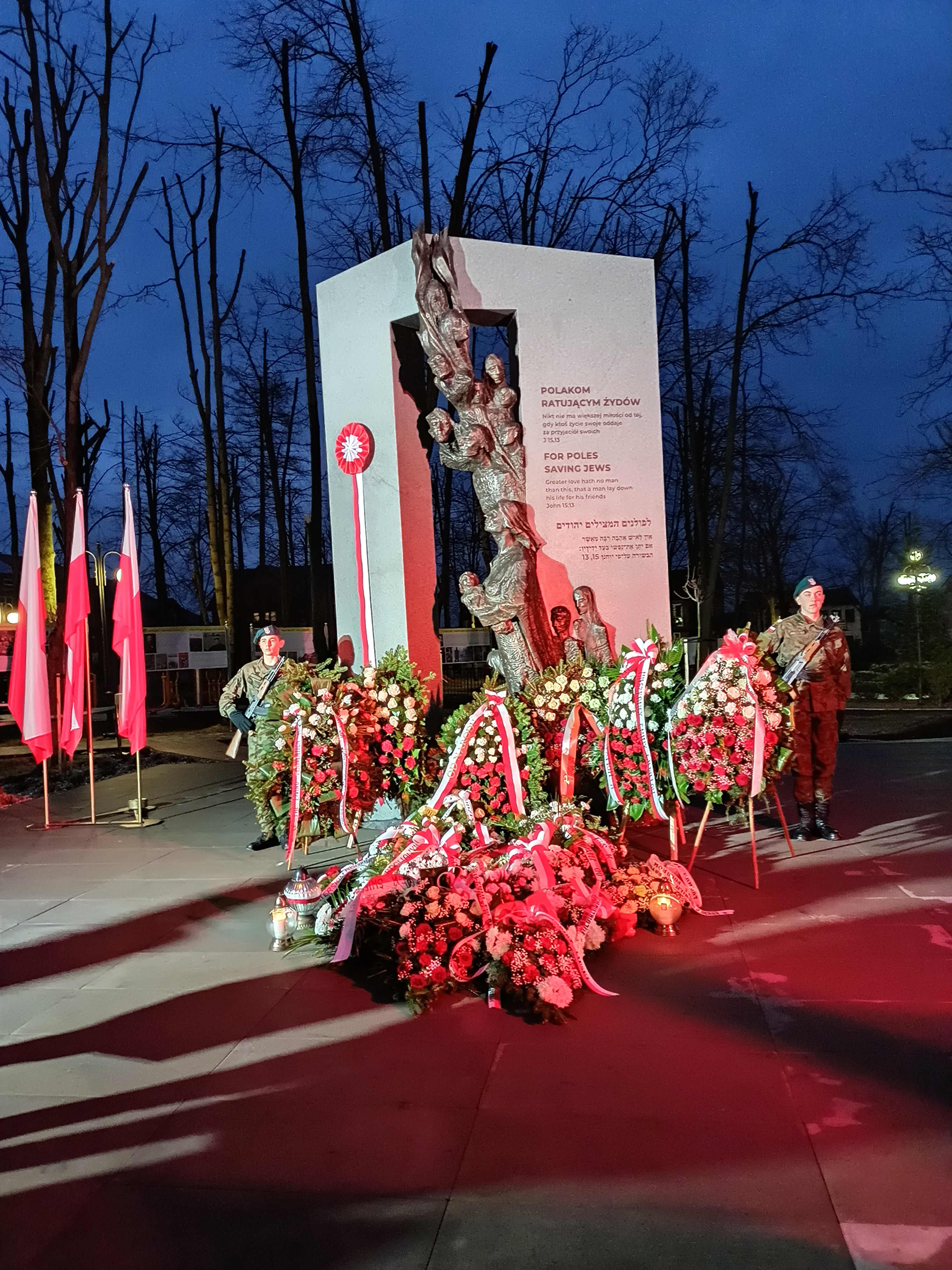
Monumento aos poloneses que salvaram judeus em Ciepielów